# リチャード・フィッツアラン (第10代アランデル伯)
第10代（3代）アランデル伯および第8代サリー伯リチャード・フィッツアラン（Richard Fitzalan, 10th (3rd) Earl of Arundel, 8th Earl of Surrey, 1313年ごろ - 1376年1月24日）は、イングランド貴族。中世の軍事指導者であり、著名な提督であった。イングランド王エドワード3世の治世において、最も裕福な貴族の一人であり、騎士道精神に最も忠実な家臣でもあった。

## 生い立ち
リチャードは1313年頃、第9代アランデル伯エドマンド・フィッツアランとその妻アリス・ド・ワーレンの長男としてイングランドのサセックスで生まれた。両親は、1304年に父がアリスとの結婚を拒否したために罰金を科せられた後、12月30日以降に結婚した。婚約は、父の後見人でアリスの祖父であるサリー伯によって取り決められていた。父エドマンドはサリー伯の死後考えを変え、アリスを推定相続人とし、アリスの唯一の兄ジョンは10歳の少女ジャンヌ・ド・バルと結婚させた。リチャードの母方の祖父母はウィリアム・ド・ワーレンとジョーン・ド・ヴィアである。ウィリアムは、第6代サリー伯ジョン・ド・ワーレン（モード・マーシャルの再婚で生まれた子）と、その妻でイングランド王ヘンリー3世の異父妹であるアリス・ド・リュジニャン（1256年没）の一人息子であった。

## 行政官として
1321年頃、父エドマンドはエドワード2世の寵臣である初代ウィンチェスター伯ヒュー・ル・ディスペンサーとその息子の小ヒューと同盟を結び、リチャードは小ヒューの娘イザベル・ル・ディスペンサーと結婚した。しかしディスペンサー派は不運に見舞われ、1326年11月17日、父エドマンドは処刑された。リチャードは父の領地や爵位は継承できなかった。しかし、1330年までに政情は変化し、その後数年間でリチャードはアランデル伯位を取り戻し、父がサセックスとウェールズ辺境に保有していた広大な領地も獲得することができた。
さらに、1334年には北ウェールズの司法長官（後に終身）、1336年にはポートチェスター城の城代（1338年まで）、1339年にはカーナーヴォンシャー長官およびカーナーヴォン城の終身総督に任命された。リチャードはウェールズにおいてエドワード黒太子の最も信頼できる支持者の一人であった。

## 百年戦争における海軍と陸軍での軍務
リチャードはウェールズで高官を務めていたにもかかわらず、その後の数十年間、スコットランド（第二次スコットランド独立戦争）およびフランス（百年戦争）との戦闘に多くの時間を費やした。1337年、リチャードは北部におけるイングランド軍の共同司令官となり、翌年には単独司令官となった。1339年9月、フランス艦隊がスロイス沖に現れ、エドワード3世の艦隊に対抗すべく出航した。10月2日、ようやく出航した艦隊は激しい嵐に巻き込まれ、ゼット・ズワイン海路へと吹き飛ばされた。エドワードは議会と会談し、議会は新艦隊に五大港の貴族らから食料の支給を受けるよう命じ、西部提督のリチャードに艦隊の指揮を命じた。1340年3月26日、西部から70隻の船がポーツマスに集結し、新提督の指揮下に置かれた。1340年2月20日に任命を受けたリチャードは、北部と五つの港からの艦隊と合流した。その夏、リチャードは旗艦コグ船トマス号で国王と合流し、2日後の6月22日にフランドルに向けて出港した。リチャードは優れた軍人で、1340年7月にはスロイスの海戦に参戦し、重装備を積んだコグ船でスペイン艦隊と交戦した。7月13日、議会に召集され、勝利の証人となった。1342年12月までにリチャードは提督の職を辞した。
しかし、トゥルネー包囲戦には参加していた可能性もある。スコットランド辺境の守備兵を短期間務めた後、大陸に戻り、数々の戦役に参加し、1340年にはアキテーヌの共同副官に任命された。フランドル方面作戦の成功は、リチャードがほとんど戦闘に参加することなく終結したことで、円卓の騎士団の設立を促した。円卓の騎士団は毎年聖霊降臨祭に300人の偉大な騎士を派遣していた。かつてプリンス・オブ・ウェールズの後見人を務めたリチャードは、エドワード3世の親友でもあり、ダービー伯、ソールズベリー伯、ウォリック伯とともに四大伯爵の一人でもあった。ハンティンドン伯とサー・ラルフ・ネヴィルと共に、リチャードは塔の守護者であり、20人の歩兵と50人の弓兵からなる守備隊を率いてエドワード黒太子の後見人を務めた。王室顧問官であったリチャードは増税を求められていたが、その増税は1338年7月20日に大騒動を引き起こした。国王の戦争は必ずしも支持は得られていなかったが、リチャードはその政策において重要な役割を担っていた。1344年のアヴィニョンでの和平交渉が失敗に終わったにもかかわらず、エドワード3世はガスコーニュの臣民を守ることを決意していた。1345年初頭、ダービー伯とリチャードはアキテーヌ公国の副官としてボルドーに向けて出航し、ジャン王子の小作地に対する企みを阻止しようとした。1346年8月、ダービー伯は2,000人の軍隊を率いてボルドーに戻り、リチャードは海軍の準備を担当した。

## 西部提督として
1345年2月23日、リチャードは商船拿捕政策を継続するため、おそらく二度目の西部艦隊提督に任命されたが、2年後、再び解任された。リチャードはクレシーの戦いにおける3人の主要なイングランド軍指揮官の一人であり、その経験はサフォークと後衛のダラム司教との戦いの勝敗に極めて重要であった。リチャードはこの戦いの間ずっと、国王から若きエドワード王子の護衛を託されていた。リチャードの部隊は戦線の右翼に位置し、右翼には弓兵、前線には杭が配置されていた。
リチャードはその後数年間の大半を、様々な軍事作戦や外交任務に費やした。国王自身と随行員は1350年8月15日にウィンチェルシーへ向かい、風下からスペイン船デ・ラ・セルダ号を追跡するため28日にコグ船トマス号で出航し、翌日にデ・ラ・セルダ号を発見した。船は衝突し、その前に一行は別の船で無傷で脱出した。はるかに大型のスペイン船に圧倒され、イングランド軍は対処することができなかった。
1375年、晩年における遠征で、リチャードはロスコフ港を破壊した。エドワード3世の死後わずか数日後、カスティーリャ艦隊がイングランド南岸を襲撃し、8月に再び帰還した。リチャードの艦隊は補給のためシェルブールに入港したが、出発するや否や港は封鎖され、1つの艦隊のみが取り残され捕虜となった。同時期、ガレー船がコーンウォール沿岸を襲撃した。

## 莫大な財産
1347年、リチャードはサリー伯領（またはワーレン伯領）を継承し、さらに莫大な財産を築き上げた。しかし、この権利は1361年にサリー伯爵夫人ジャンヌが亡くなるまで行使されなかった。リチャードはエドワード3世に多額の融資を行っていたが、それでもなお、死去時に多額の現金を残した。

## 結婚と子女
リチャードは二度結婚した。最初に1321年2月9日に、ハーヴェリング＝アット＝バウアーにて、イザベル・ル・ディスペンサー（1312年 - 1374/5年）と結婚した。当時、リチャードは7歳、イザベルは8歳であった。後にリチャードはイザベルを拒絶し、1344年12月4日に未成年であり結婚を望まなかったという理由で、教皇クレメンス6世から婚姻無効の宣告を受けた。この結婚で、リチャードとイザベルの間には息子が一人生まれた（当時リチャード15歳、イザベル16歳であった）。
- サー・エドマンド（1329年頃 - 1381/2年） - サマセットのチェゾイ、マートック、サットン・モンタギュー、サールベア、デヴォンのチャドリー、ドーセットのメルベリー・バブ、サセックスのビグナー、トレイフォード、コンプトンの領主。1344年12月に両親の結婚無効により庶子とされるまで、アランデル伯の相続人であった。1347年より前に（1331年1月に婚約し、おそらくは幼少時に）、初代ソールズベリー伯ウィリアム・モンタギューとキャサリン・グランディソンの娘シビルと結婚した。シビルの姉エリザベスは、エドマンドの母方の伯父ル・ディスペンサー男爵ヒュー・ル・ディスペンサーと結婚していた。エドマンドは1347年に庶子とされたことを激しく抗議したが、無視されたようである。エドマンドは1352年、23歳頃に騎士とされ、デヴォン、ドーセット、サマセット、サセックスの各地に数多くの荘園を所有する貴族階級の騎士となった。1364年、エドマンドは国王の侍従としてフランドルへ赴いた。1368年、教皇ウルバヌス5世はエドワード3世にエドマンドを派遣し、「イタリアにおけるローマ教会の現状」を口頭で報告させた。1369年と1370年には、百年戦争において、エドマンドはフランスでいくつかの軍事作戦に参加した。その中には、また従兄弟のエドワード黒太子の指揮下、ポンヴァランの戦いも含まれていた[11]。1376年に父が死去した後、エドマンドは異母弟のリチャードとの間で伯位および関連する領地と称号の相続を争い、亡き母に割り当てられた6つの荘園の領有権を主張しようとしたとみられる。1377年、エドマンドはロンドン塔に幽閉されたが、二人の義理の兄弟（妻の弟ジョン・ド・モンタキュートと妻の姉エリザベス・ド・モンタキュートの2番目の夫ル・ディスペンサー男爵）の介入によりようやく釈放された。エドマンドは執拗に抵抗したにもかかわらず、相続権を失った。1381年2月、エドマンドはガスコーニュへの軍事遠征に赴いた。エドマンドは1382年2月12日までに亡くなった。夫妻には3人の娘がおり、娘たちはエドマンドの共同相続人であったが、1382年に父の異母弟であるアランデル伯を相手取って訴訟を起こしたものの敗訴した。
  - エリザベス（アリス[12]） - デヴォンのモーハンズ・オタリーのサー・レオナルド・カルー（1343年 - 1369年）と結婚した[12]。カルーはペンブルックシャーのカルー城の領主であり、バークシャーのモールスフォード荘園の領主でもあった。子孫は、サー・レオナルドの大叔父の子孫であるサリーのベディントンのカルー家を除く、カルー家の一族である。
  - フィリッパ（1399年9月13日没） - コーンウォールのコルキットのサー・リチャード・セルゴーの２番目の妻となった。ヴィクトリア朝時代の歴史小説によると、フィリッパには以下の5人の子供が生まれたとされている。1. リチャード（1376年12月21日 - 1396年6月24日）、子供を残さずに死去。2. エリザベス（1379年生）、サー・ウィリアム・マーニーの妻。3. フィリッパ（1381年生）、サー・ロバート・パシュリーの妻。4. アリス（1384年9月1日、キルキット生まれ）、ギー・ド・サン・アルビーノの妻。5. ジョーン（1393年 - 1400年2月21日）。「フィリッパは1393年9月30日に未亡人となり、1399年9月13日に死去した。」[13]
    - アリス・セルゴー（1386年頃 - 1452年5月18日） - 最初にコーンウォールのセント・エルムのギー・ド・セント・オービンと結婚し、次に1406年から1407年頃に（2番目の妻として）第11代オックスフォード伯リチャード・ド・ヴィアと結婚した。リチャードはアリス・ド・ホランド（1406年没、ヘンリー4世の姪）と死別していた。オックスフォード伯夫妻は2男をもうけた。

  - キャサリン - ロバート・デインコートと結婚

1345年4月5日、リチャードは第3代ランカスター伯ヘンリーとモード・チャワースの第6子で5女のエレノア・オブ・ランカスターと再婚した。教皇の勅許により、共通の祖母であるイザベラ・ド・ビーチャムを通して最初の妻の従姉妹であるエレノアと結婚することが認められた。エレノアは、第2代ボーモント男爵ジョン・ド・ボーモントの未亡人であった。国王エドワード3世自身も両方の妻の親族であり、この再婚に出席した。この頃には、リチャードはアランデル伯家を再建し、王室への大口債権者となっていたようで、教会と王室の和解を図るために金銭的な口利きが行われた可能性がある。この再婚（1345年2月5日）により、リチャードとエレノアの間には3人の息子と3人の娘が生まれた。
- リチャード（1346年 - 1397年） - 第11代アランデル伯
- ジョン（138年頃 - 1379年） - 初代アランデル男爵、第13代アランデル伯ジョン・フィッツアランの祖父。
- トマス（1553年 - 1414年） - カンタベリー大司教
- ジョーン（1347年 - 1419年4月7日） - 第7代ヘレフォード伯ハンフリー・ド・ブーンと結婚、娘メアリー・ド・ブーンを通してイングランド王ヘンリー5世の祖母にあたる。
- アリス（1350年頃 - 1416年3月17日） - イングランド王リチャード2世の異父兄である第2代ケント伯トマス・ホランドと結婚。アン・ネヴィル（リチャード3世の王妃）、エリザベス・オブ・ヨーク（ヘンリー7世の王妃）およびキャサリン・パー（ヘンリー8世の王妃）の先祖にあたる。
- メアリー（1396年8月29日没） - 第4代ブラックミアのストレンジ男爵ジョン・ル・ストレンジと結婚

愛妾との間に以下の庶子がいる。
- エレノア（1348年 - 1396年8月29日） - バークシャーのクラプコット、ビックフォード、ストーニーソープおよびウォリックシャーのウィショーの領主ジョン・ド・ベレフォードと結婚した。ジョンはサー・エドマンド・ド・ベレフォードの庶子であった。二人の間には子供はいなかった。
- ラヌルフ - ジュリアナという名の女性と結婚したが、姓は不明。子孫にはハンガーフォード家、セント・ジョンズ家、そしてヴィリアーズ家がおり、その中にはイングランド王チャールズ2世の愛妾バーバラ（旧姓パーマー）・ヴィリアーズも含まれる。

## 死

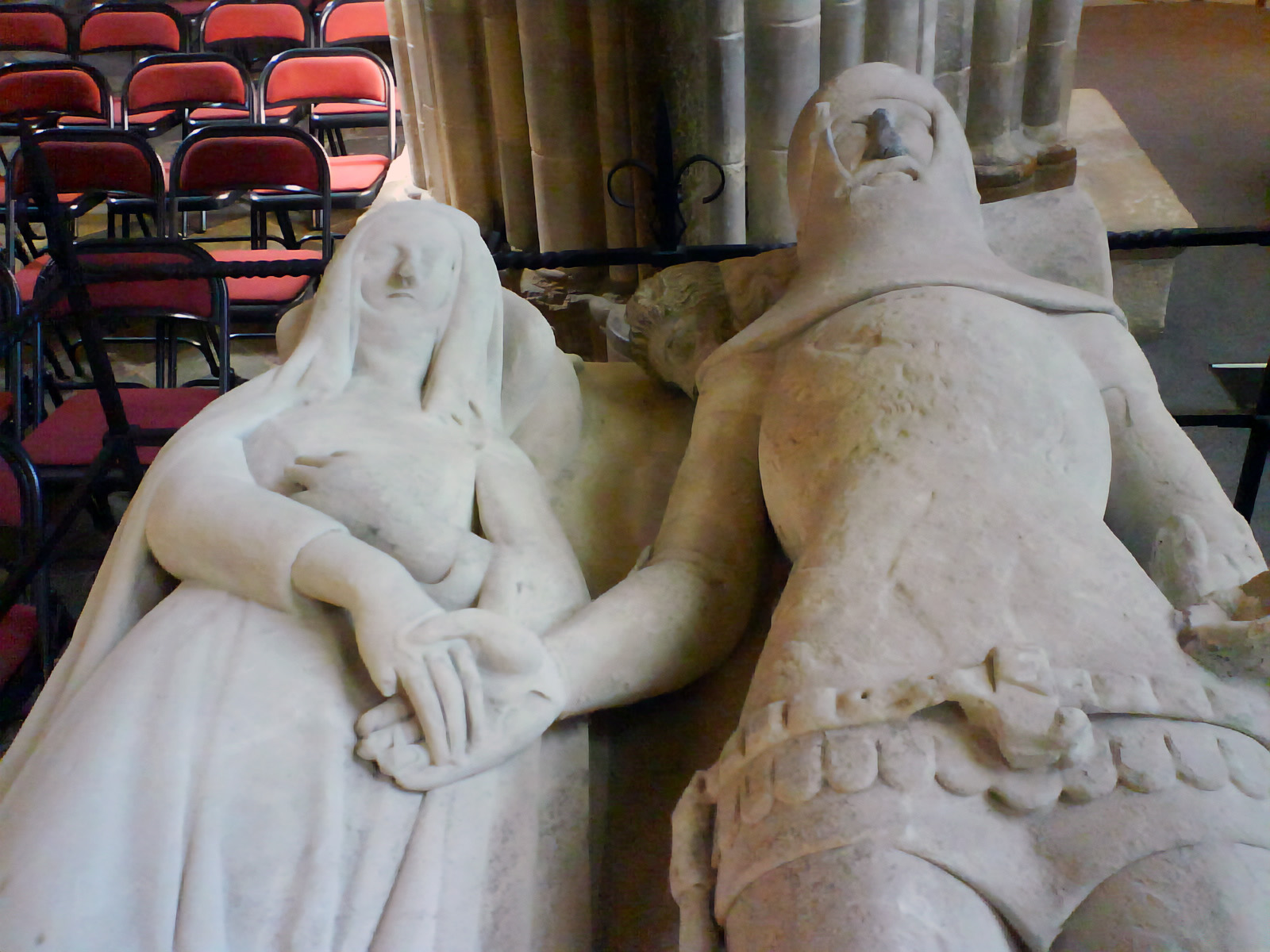
チチェスター大聖堂にあるリチャード・フィッツアランと彼の2番目の妻エレノア・オブ・ランカスターの像

リチャードは1376年1月24日、アランデル城で70歳か63歳で亡くなり、ルイス修道院に埋葬された。1375年12月5日に遺言を執筆し、2番目の妻との間に生まれた3人の息子、2人の娘（ヘレフォード伯爵夫人ジョーンとケント伯爵夫人アリス）、次男ジョンの子などが記載されていたが、庶子となった長男エドマンドについては触れられていない。リチャードは遺言の中で、アランデル城のフィッツアラン礼拝堂の建設を相続人に委ねており、この礼拝堂は後継者によって正式に建立された。チチェスター大聖堂にあるリチャード・フィッツアランと2番目の妻エレノア・オブ・ランカスターを描いた記念碑は、フィリップ・ラーキンの詩「アランデルの墓」の題材となった。
リチャードはエドワード3世への多額の融資にもかかわらず、6万ポンドの現金を残し、莫大な富を築いてこの世を去った。リチャードは外交だけでなく、実務においても鋭敏な手腕を発揮した。慎重な人物でもあり、財産を後世のために蓄えた。